# Карнбург
Ка́рнбург (нем. Karnburg, словен. Krnski grad, Koroški grad) — деревня на юге Австрии. В составе ярмарочной коммуны Мариа-Заль федеральной земли Каринтии.
Население — 540 человек (2001 год). Расположен на равнине Цолльфельд в межгорной Клагенфуртской котловине у подножия горы Ульрихсберг; в 1,5 км к северу от Клагенфурта. В истории известен как столица Карантании Крнски Град.

## История

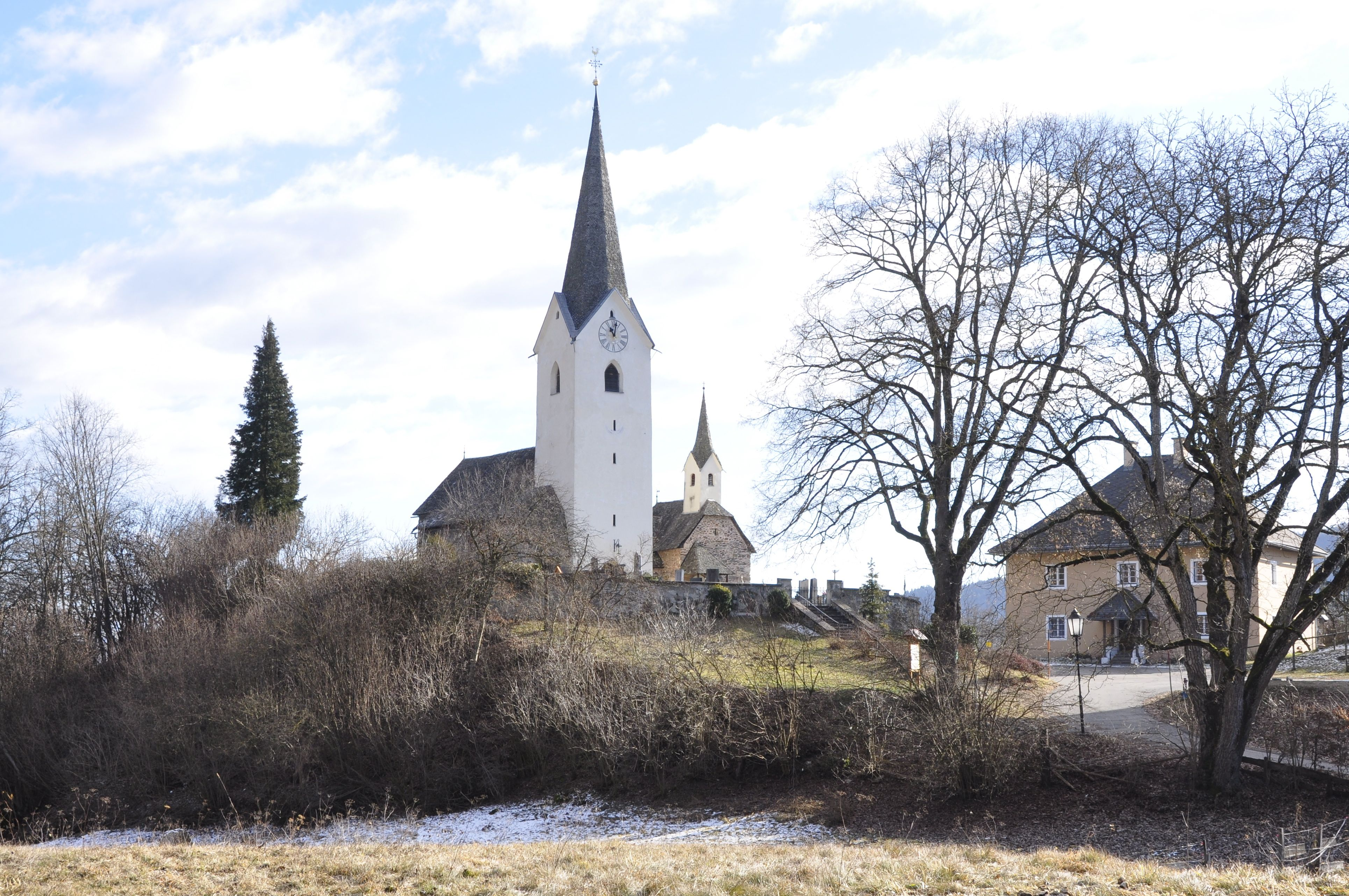
Часовня Петра и Павла, IX век: уцелевший памятник времён Карантании

В непосредственной близости от современного Карнбурга в древности располагался римский город Вирун — столица провинции Норик, по которому проходила дорога через Альпы Via Giulia Augusta, подключённый к Янтарному пути. Во время Великого переселения народов население, вероятно, покинуло Вирун.

### Крнски Град
В Средние века на месте современного Карнбурга существовал славянский город Крнски Град, в VII—IX веках являвшийся столицей древнейшего государства словенцев — Карантании, которое получило своё название от города. Впервые упоминается в 860 году под названием Карантана (лат. Carantana), в 888 году — как Curtis Carantana. Название Крнски Град, вероятно, кельтского происхождения с первоначальным значением «камень, скала». Часовня Петра и Павла впервые упоминается в 927 году, предположительна построенная около 888 года; ныне — старейшая в Каринтии. С XI века наряду с Госпа Света являлся историческим ядром Каринтии. Сохранился Княжеский камень.
После завоевания земель Карантании Баварией в 772 году под горой Ульрихсберг возник королевский пфальц (лат. Curtis Carantana), от которого сохранились остатки крепостной стены. После образования герцогства Каринтия в 976 году здесь существовал княжеский замок (нем. ottonische Großburg).